# 古国時代の年表
本項目は、中国の古国時代に起こった出来事を年代順にまとめたものである。また、一部の項目の年代については諸説あるが、古国時代のページを元にした。

## 原初諸氏期 (BC3800〜BC3050)
- BC3350頃　太昊(天皇大帝)が治める。

この750年間については、歌舞や縄の発明があったとされるが、詳しくは分かっていない。

## 炎帝神農氏 (BC3050〜BC2699)
- BC3050　　初代炎帝神農の即位。
- BC3000頃　炎帝が補遂国を滅ぼす。
- BC2999　　2代炎帝臨魁の即位。
- BC2939　　3代炎帝承の即位。
- BC2936　　4代炎帝明の即位。
- BC2882　　5代炎帝直の即位。
- BC2859　　6代炎帝来の即位。
- BC2805　　7代炎帝哀の即位。
- BC2754　　8代炎帝楡罔の即位。[2]
- BC2699　　涿鹿の戦いで炎黄連合が蚩尤に勝つ。
- BC2698? 　阪泉の戦いで帝楡罔が敗れる。[注釈 1]

## 黄帝有熊氏 (BC2699〜BC1920)
- BC2580頃? 蒼頡が漢字を発明。
- BC2510　　黄帝が帝位を継承(即位)
- BC2448　　玄囂が継ぐ。
- BC2368　　顓頊が継ぐ。
- BC2290　　嚳が継ぐ。
- BC2100頃　摯が継ぐ。
- BC2050頃　堯が継ぐ。
- BC2000頃　堯が舜に禅譲。[3][4][5][6]
- BC1920　　黄河の大洪水[7]
- 禹が禅譲を受ける。